# 흘수

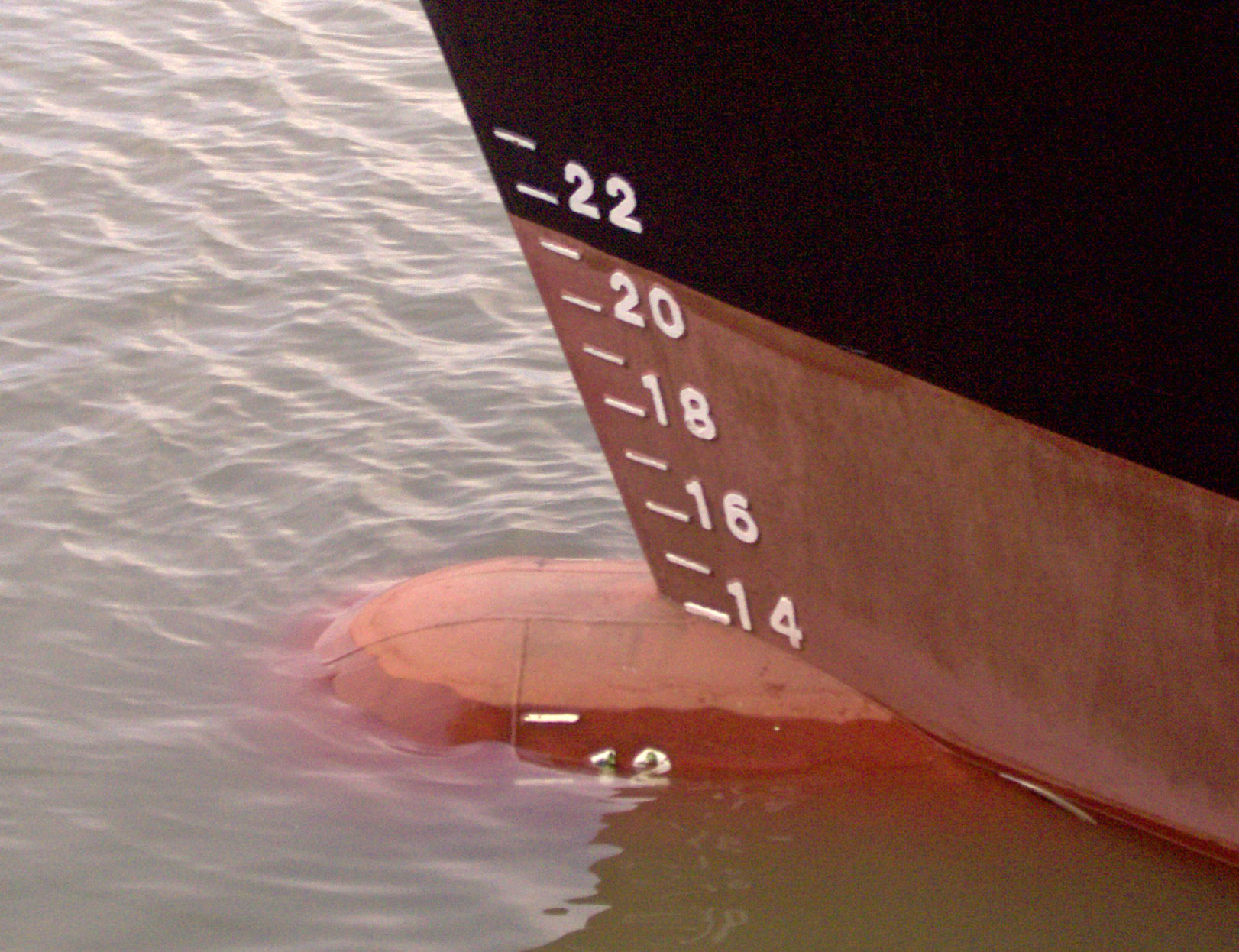
함수에 있는 흘수 눈금

측정 눈금

흘수(吃水) 또는 끽수(喫水)는 선박이 물 위에 떠 있을 때에 선체가 가라앉는 깊이 즉, 선체의 맨 밑에서 수면까지의 수직 거리를 가리킨다.

## 개요
흘수는 일반적으로 알기 쉽게 선수나 선미에 미터법이나 야드파운드법으로 높이를 표시한다. 배가 수면에 접하는 분계선을 흘수선이라고 한다. 배의 적하를 늘리면 흘수는 깊어져 흘수선이 상승하고, 당연히 그 만큼 배가 침몰할 위험성도 높아지기 때문에, 배에 실리는 적하의 한계를 나타내는 선인 만재 흘수선이 선체 중앙부의 양현에 표시되어 있다.

## 같이 보기
- 선체
- 흘수선